# Colonne de Constantin
La colonne de Constantin (en turc : Çemberlitaş  sütunu, signifiant « colonne cerclée», de çember, « cercle », taş, « pierre » et sütun, « colonne »), aussi appelée « colonne de porphyre » (à cause de son matériau) ou « colonne brûlée » (en raison de l’incendie qui y laissa des traces de fumée en 1779) est une colonne commémorative érigée en 328 sur ordre de l’empereur Constantin Ier. Elle est formée de fûts de marbre de porphyre reliés entre eux par des cercles de métal. Elle commémore la fondation de Constantinople comme « Nouvelle Rome » et capitale de l’Empire romain. Sur la colonne se trouvait à l’origine une statue de Constantin le Grand représenté comme le dieu soleil (Sol invictus) ; après que la statue eut été renversée lors d’une tempête en 1106, elle fut remplacée sous  l’empereur  Manuel Ier  par un bloc supportant une croix.
Située de nos jours place Çemberlitaş, jouxtant la mosquée Atik Ali Pacha, la colonne de Constantin est l’un des seuls vestiges visibles de nos jours à Istanbul d’un monument élevé du vivant de cet empereur et le seul élément encore en existence du forum de Constantin.

## Emplacement

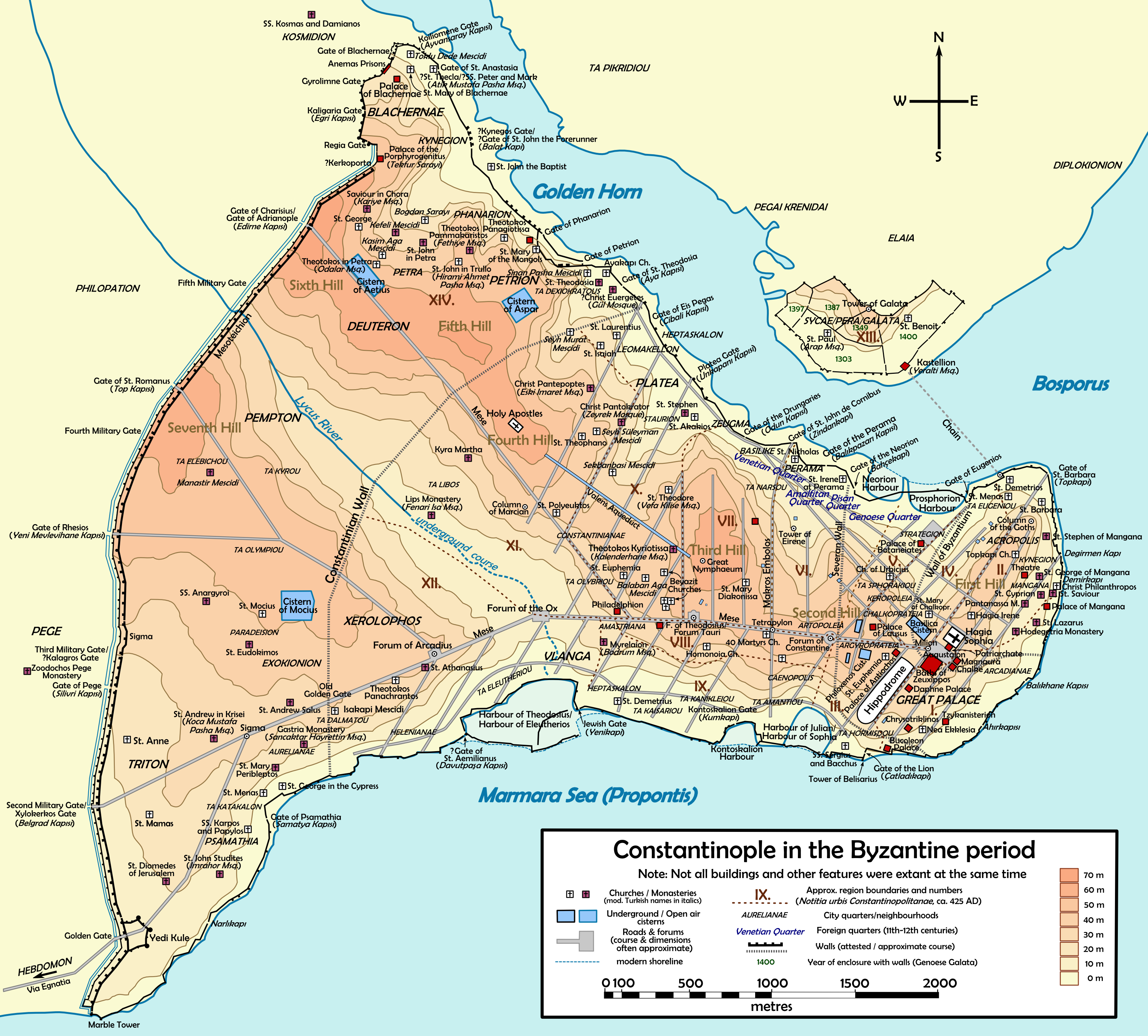
Constantinople byzantine.

La colonne se trouvait au milieu du  forum de Constantin, situé sur la deuxième colline de Constantinople, au nord-est de la région VII. Ce forum était situé  sur la plus grande artère de la ville, la Mésè, entre le Grand Palais de Constantinople et le forum de Théodose, à l’extérieur, mais à proximité des premières murailles de Constantinople. 
Aujourd’hui seul élément subsistant du forum, la colonne se trouve  dans le quartier de Çemberlitaș, du district Fatih, sur la Yeniçeriler Caddesi (avenue des Janissaires). À l’ouest de la place s’élève la mosquée Gazi-Atik-Ali-Pascha, au nord la mosquée Nuruosmaniye et à l’est l’ancien caravansérail Vezir Hani.

## Histoire
Cette section ne s'appuie pas, ou pas assez, sur des sources secondaires ou tertiaires indépendantes du sujet. Le texte peut contenir des analyses inexactes ou inédites de sources primaires.
Pour l'améliorer, ajoutez-en, ou placez des modèles {{Source secondaire souhaitée}} ou {{Source secondaire nécessaire}} sur les passages mal sourcés. (septembre 2024)

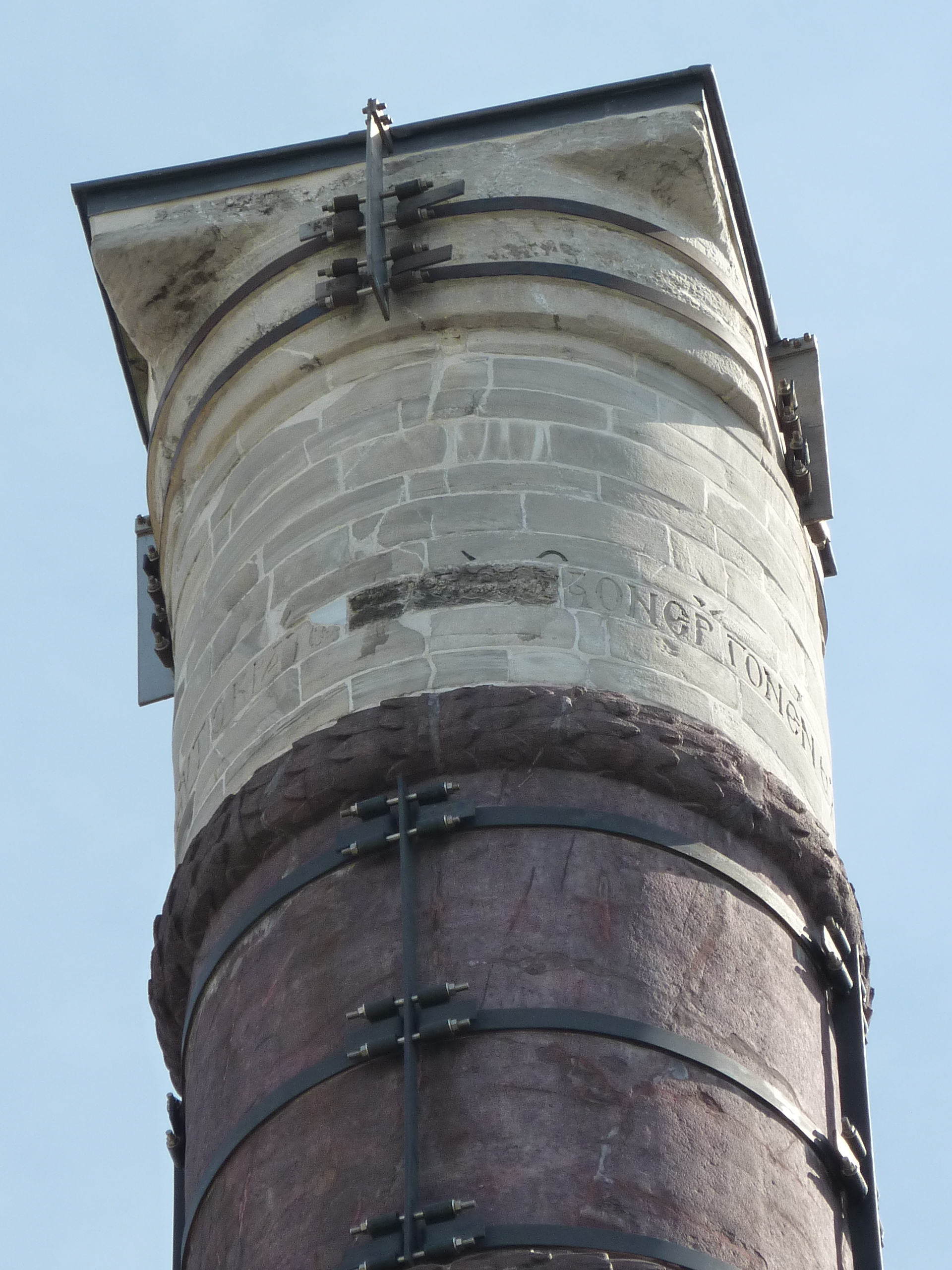
Inscription sur le tambour reconstitué au XIIe siècle.

La colonne fut érigée en 328 et dédicacée le 11 mai 330 lors des fêtes marquant  la fondation de Constantinople, mélange de cérémonies chrétiennes et païennes. Elle devait célébrer à la fois le transfert de la capitale de l’empire vers cette « Nouvelle Rome » et la victoire finale de Constantin comme seul empereur après sa victoire sur Licinius en 324[réf. nécessaire].
Au cours des siècles, la colonne fut considérablement endommagée par divers incendies et tremblements de terre. 
En 416, l'empereur Théodose II fit renforcer les tambours par des cercles en fer après que la colonne eut été frappée par la foudre qui  l’endommagea à nouveau en 1079.
En 1106, une tempête fit tomber la statue et toute la partie supérieure de la colonne, comprenant le chapiteau et probablement trois des fûts de porphyre. Il n’est pas impossible que la chapelle (voir ci-après) ait été détruite à cette occasion. L'empereur Manuel Ier Comnène (r. 1143 - 1180) ordonna la restauration de la colonne et la fit couronner d'un bloc portant une croix. On distingue encore l'inscription commémorant cette restauration et rappelant que « le pieux Manuel renforça le monument sacré, usé par le temps » (en grec : « ΤΟ ΘΕΙΟΝ ΕΡΓΟΝ ΕΝΘΑΔΕ ΦΘΑΡΕΝ ΧΡΟΝΩ ΚΑΙΝΕΙ ΜΑΝΟΥΗΛ ΕΥΣΕΒΗΣ ΑΥΤΟΚΡΑΤΩΡ »).
Les cercles de bronze qui couvraient les joints entre les tambours furent pillés par les croisés lors  de la quatrième croisade, en 1204. La croix fut enlevée par les ottomans après la chute de Constantinople, en 1453 .
Un tremblement de terre suivi d’un incendie détruisit le quartier en 1779, laissant sur toute la colonne des traces noires qui lui valurent le surnom de « Colonne brûlée ». Le sultan Abdülhamid Ier fit restaurer le monument en renforçant la base et le premier tambour d’un socle massif en maçonnerie . La plate-forme sur laquelle reposait la colonne a été retrouvée à 2,50 m au-dessous du sol.
Des travaux d’excavation furent entrepris dans les années 1929-1930 par le théosophiste danois Carl Vett dont le but  était surtout de découvrir le Palladium de Troie et autres reliques enfouies à la base de la colonne. Les travaux de restauration de la colonne commencèrent en 1955. Des fentes dans le marbre de porphyre furent comblées et les cercles de métal unissant les tambours remplacés en 1972. Les travaux furent complétés au début des années 2000.

## Description

### La colonne

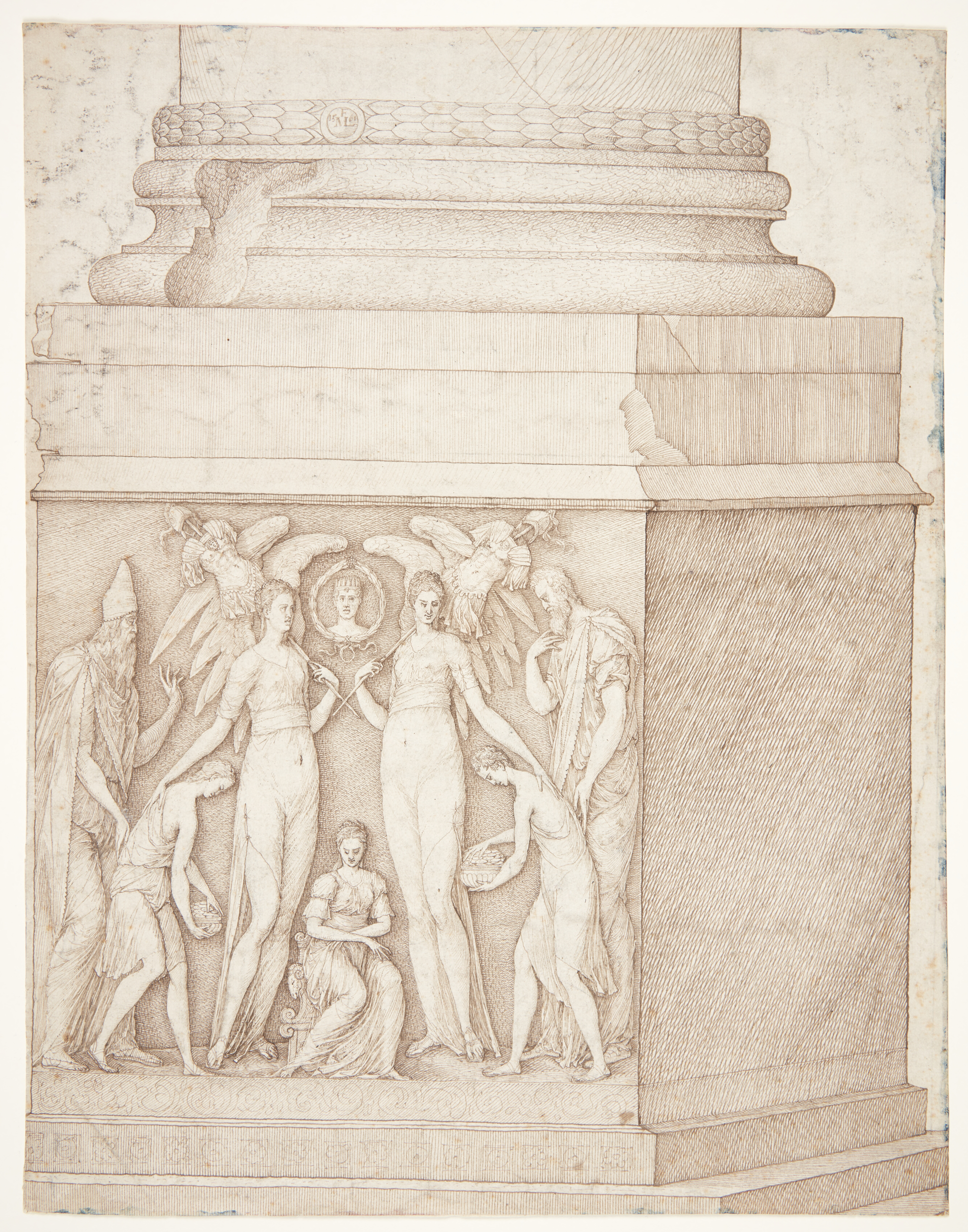
Bas-reliefs du piédestal, relevés en 1561 par Melchior Lorck.

Nos informations se fondent sur deux dessins produits, l’un en 1574 par un artiste anonyme et qui se trouve maintenant à la bibliothèque du Trinity College (Cambridge), l’autre en 1561 par l’artiste danois Melchior Lorck. La colonne reposait sur une plate-forme carrée de 8,35 m ; elle était composée à l'origine d'une base supportant un fût de sept  tambours de porphyre, chacun pourvu à sa partie inférieure d'un tore de feuilles de laurier.  Elle était surmontée d'un chapiteau et d'un socle sur lequel était placée une statue de Constantin représenté en Apollon-Hélios, imitation de la célèbre statue de Phidias : l'empereur, qui tenait une lance dans la main droite et un globe dans la main gauche, était coiffé d'une couronne imitant les rayons du soleil  supposés contenir des clous de la croix du Christ, alors que  le globe était censé contenir un fragment de la croix du Christ.
Sur la base de la statue se trouvait une inscription peut-être plus tardive, avec le texte suivant : 

« Toi, Christ, tu es le créateur et le maître du monde ; à toi, j'ai consacré cette ville qui est la tienne, ainsi que le sceptre et la puissance de Rome. Garde-la, sauve-la de toute atteinte. »

Un dessin de Melchior Lorck daté de 1561 reproduit une des faces de cette base sur laquelle se trouve un bas-relief représentant une scène d'aurum coronarium. Il n’existe toutefois pas de preuve que ce bas-relief ait fait partie de la colonne originelle .
La hauteur de la colonne seule est de 23,40 m, tandis que celle du monument, statue comprise, devait atteindre 37 m.

### La chapelle de Constantin
À la base de la colonne, sur le côté nord, se trouvait une chapelle,  construite probablement avant la fin du IXe siècle, mentionnée dans quatre passages du Livre des Cérémonies de Constantin VII Porphyrogénète (r.  913 – 959). Lors des cérémonies marquant la naissance de la Vierge, le lundi de Pâques, l’Ascension et le triomphe sur les Sarrasins, l’empereur montait sur la plate-forme  devant une croix de cérémonie placée à la porte de la chapelle, les dignitaires de l’empire étant répartis sur les marches inférieures. Cette chapelle devait être exiguë, car seuls le patriarche et un diacre y entraient, ce dernier entonnant les litanies, le corps sortant d’une fenêtre au nord de la chapelle.  
Cette chapelle aurait abrité les reliques des croix des deux larrons crucifiés en même temps que Jésus, les paniers contenant les restes de pain et de poissons venant du miracle de la multiplication des pains, un flacon d’albâtre ayant contenu le parfum avec lequel Marie Magdeleine aurait oint la tête et les pieds de Jésus, ainsi que le Palladium de Rome.  
L’existence de cette chapelle n’est plus mentionnée après le Xe siècle.

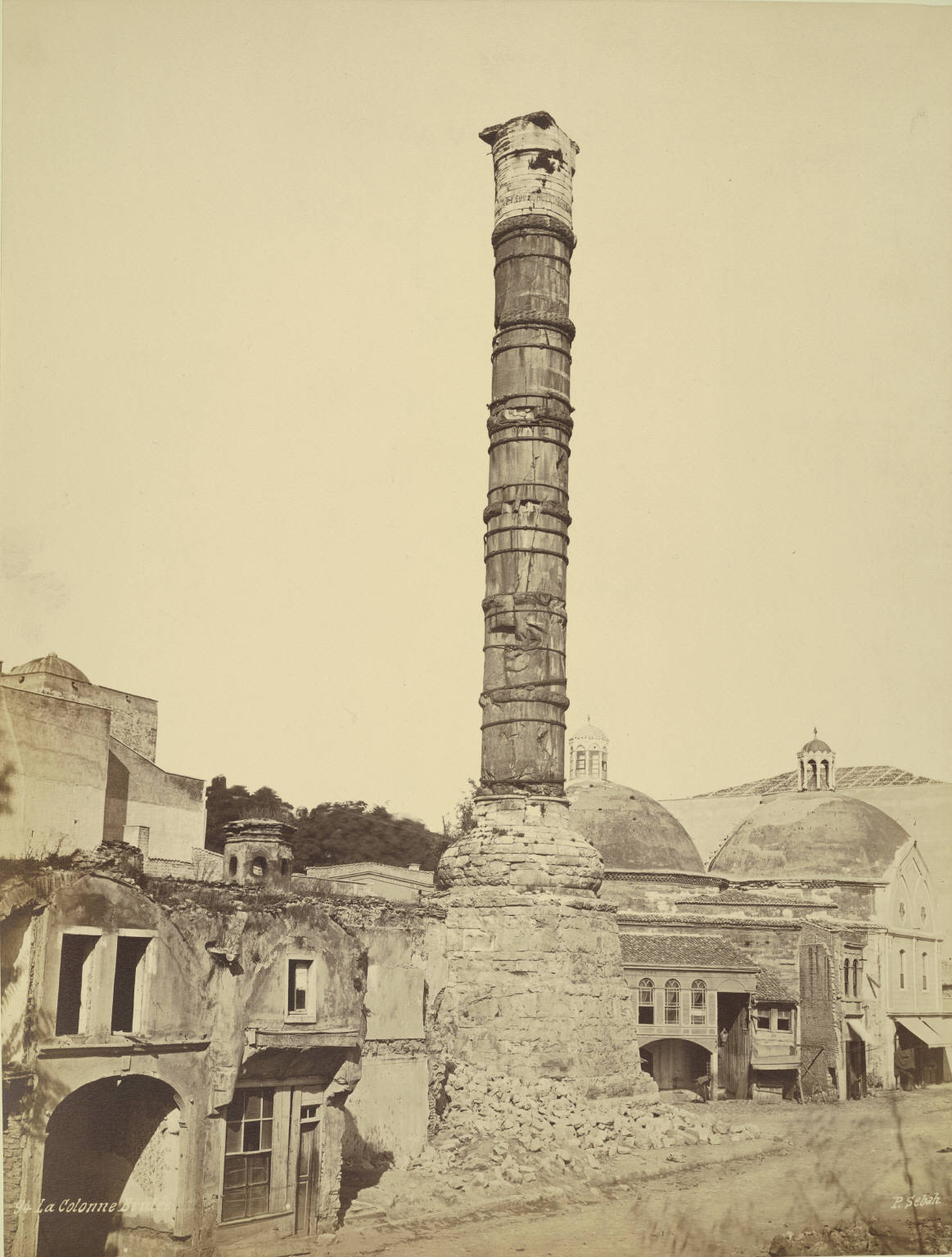
La colonne, vers 1870.
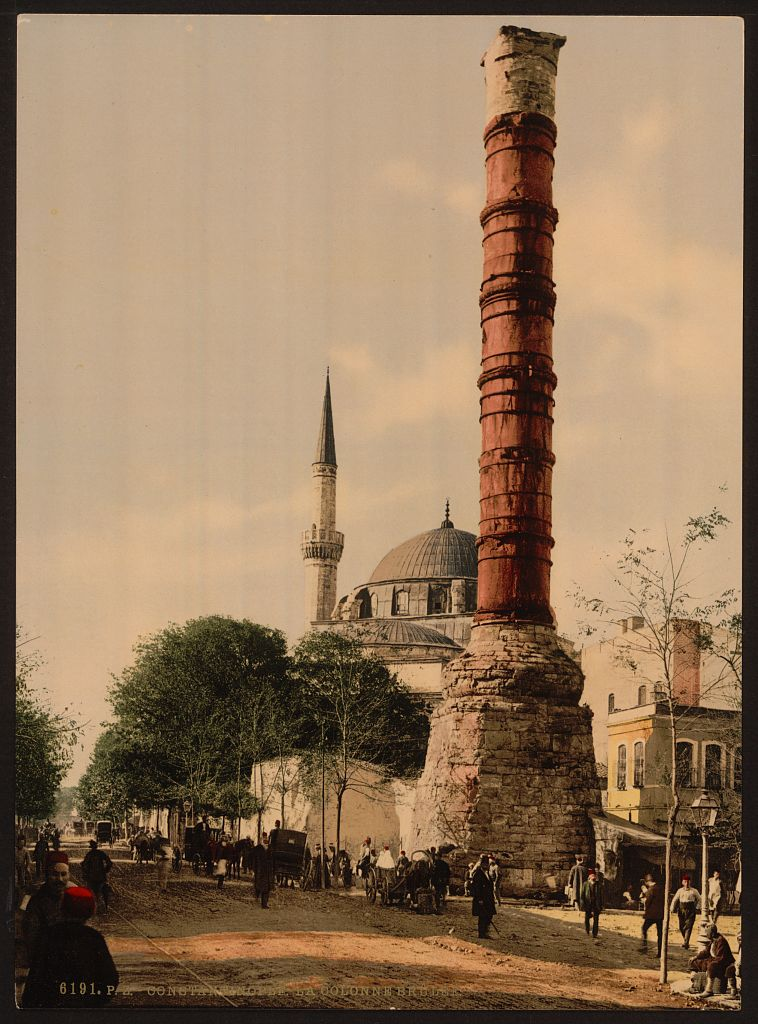
La colonne, vers 1890.
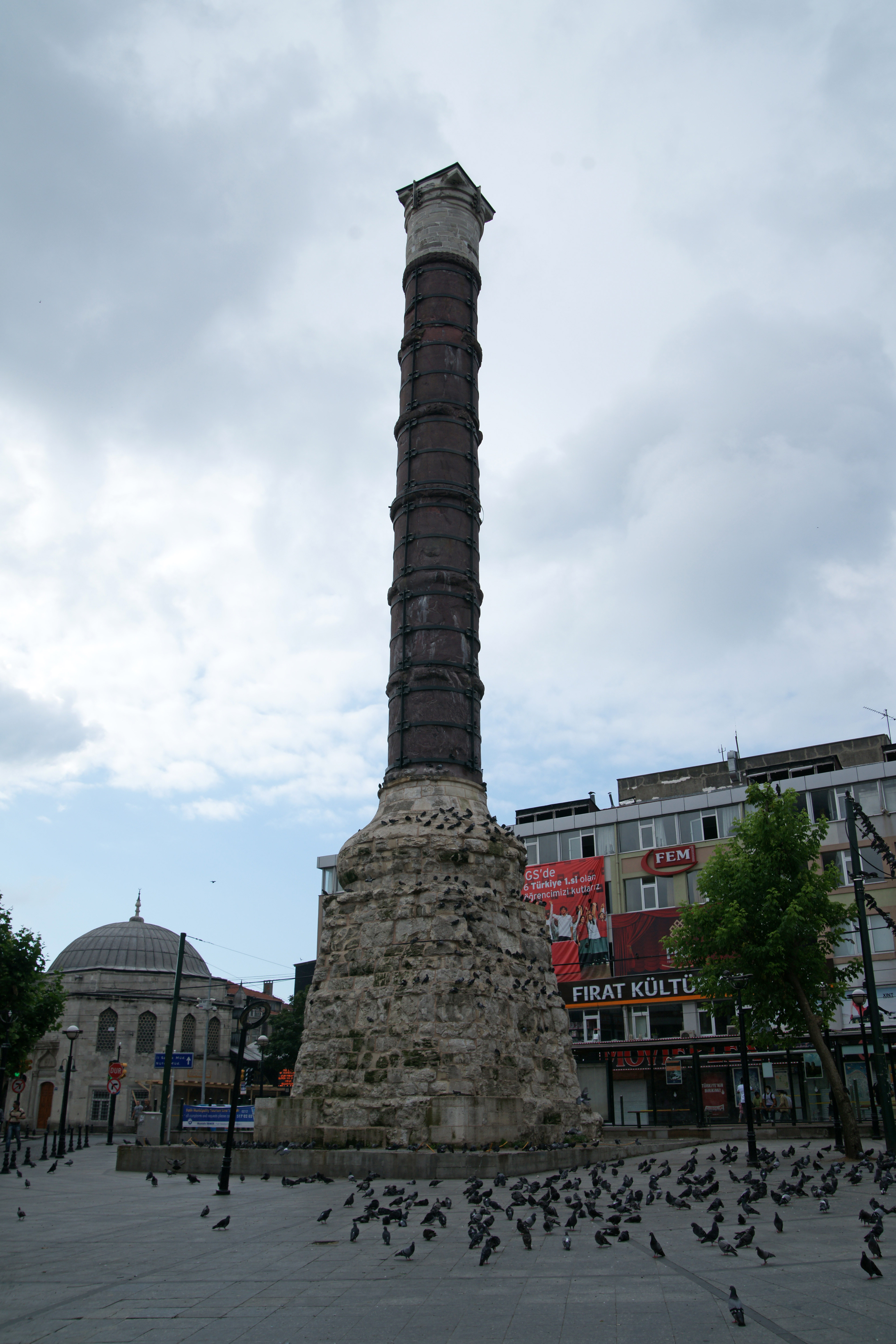
La colonne, en 2010.
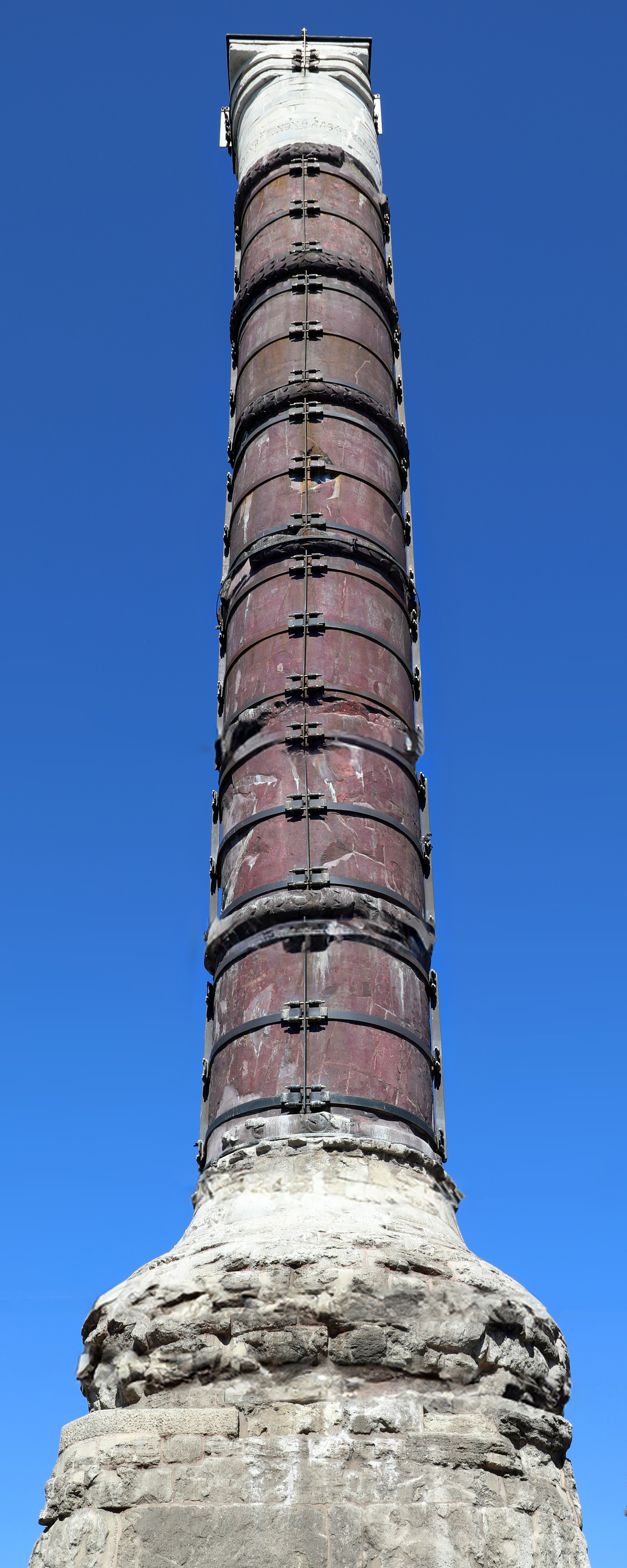
La colonne, en 2022.